# Mateus 22

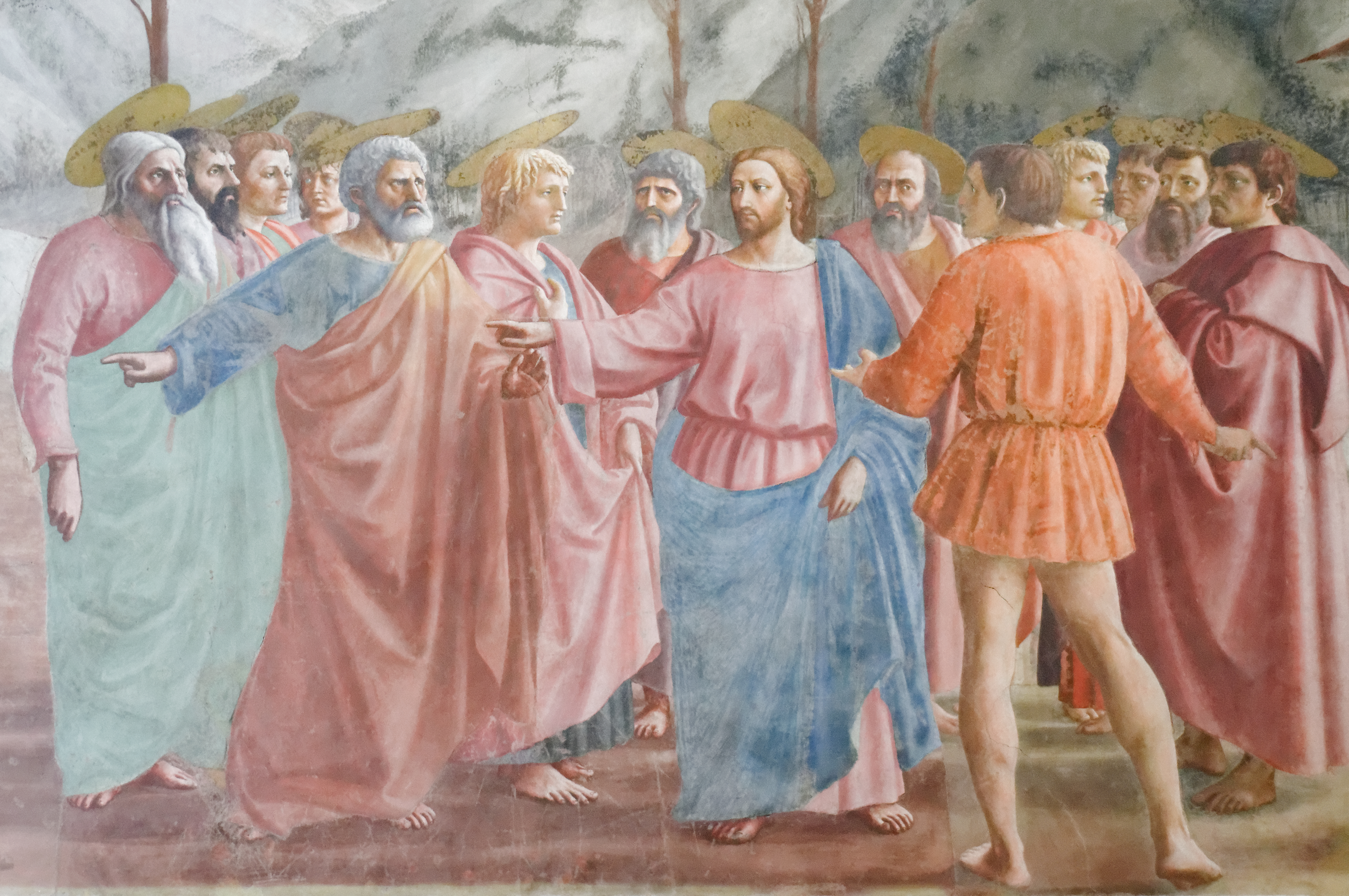
"O Dinheiro dos Impostos", o mais conhecido episódio de Mateus 22, conhecido como A César o que é de César...".
De 1424 a 1428. Por Masaccio, atualmente na Capela Brancacci de Santa Maria del Carmine, em Florença, Itália.

Mateus 22 é o vigésimo-segundo capítulo do Evangelho de Mateus no Novo Testamento da Bíblia e continua a narrativa dos eventos do ministério de Jesus em Jerusalém, pouco antes da Paixão. 

## Parábola do Banquete de Casamento

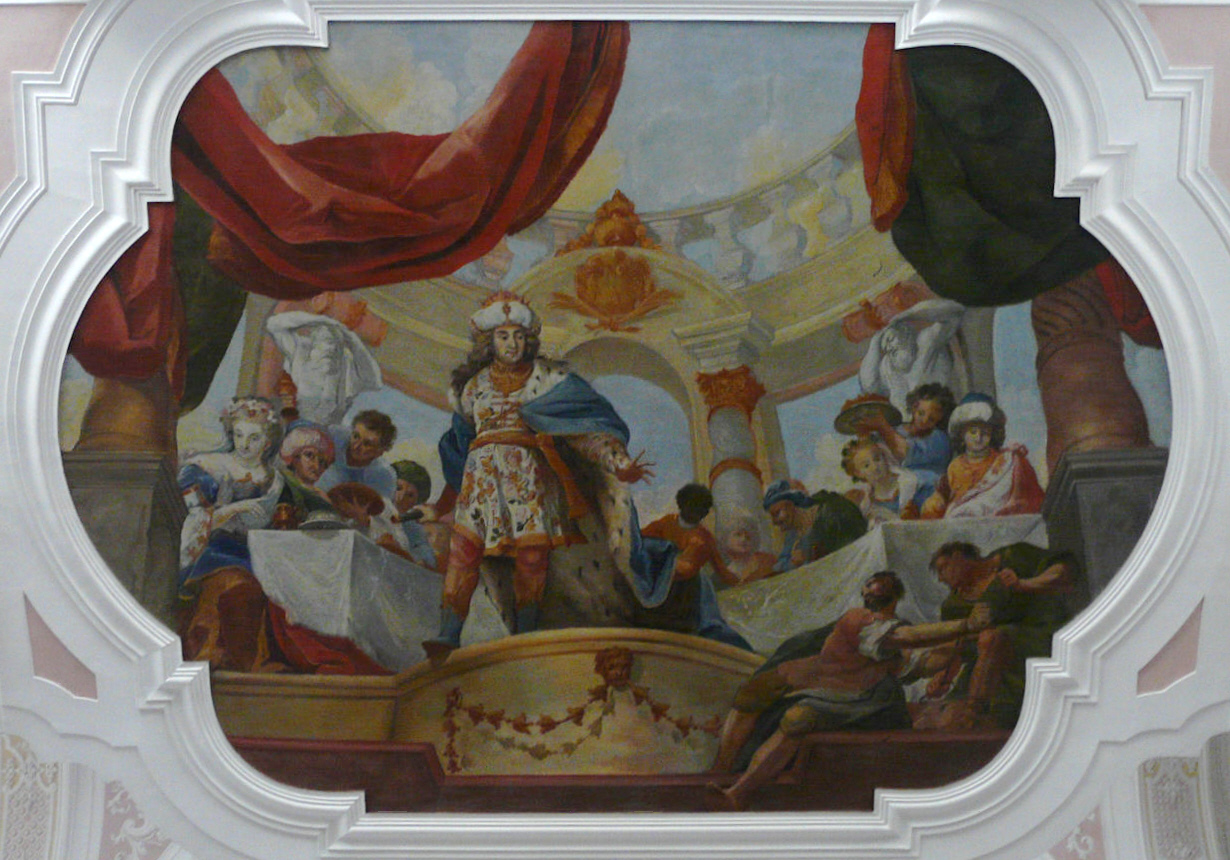
"Parábola do Banquete de Casamento", contada em Mateus 22.
Séc. XVIII. Por Jacob Carl Stauder, atualmente no Klosterkirche Heilig Kreuz, em Donauwörth, Alemanha.

O capítulo começa com uma parábola de Jesus sobre os religiosos que já não têm tempo para Deus (Mateus 22:1–14); eles são representados pelas pessoas que aceitaram o convite, mas, quando a comida já está à mesa, afirmam que estão ocupados demais para aparecer. Ela também aparece em Lucas 14 (Lucas 14:15–24).
Em Mateus, a parábola ocorre imediatamente depois da Parábola dos Lavradores Maus, a qual está vinculada, uma ligação que ajuda a explicar o tratamento dado ao homem sem roupa de casamento.

## A César o que é de César...
Este episódio, que ocorre nos três evangelhos sinóticos — Mateus 22:15–22, Marcos 12 (Marcos 12:13–17) e Lucas 20 (Lucas 20:20–26 — relata como os adversários de Jesus tentaram ludibriá-lo ao forçá-lo a tomar uma posição explícita (e perigosa) sobre a delicada questão do pagamento de impostos aos conquistadores romanos. Mateus afirma que esses adversários eram os fariseus e os herodianos.
Eles previram que Jesus certamente se oporia ao imposto. A princípio, eles bajularam Jesus, elogiando sua integridade, imparcialidade e devoção à verdade. Então perguntaram-lhe se era ou não certo que um judeu pagasse um imposto demandado por César.
Jesus primeiro os chamou de hipócritas e então pediu que um deles apresentasse uma moeda romana que pudesse ser usada para pagar o imposto de César. Um deles mostrou-lhe uma moeda romana e Jesus então perguntou qual era o nome e a inscrição que estava nela. Prontamente, eles responderam que era de César, ao que Jesus então proferiu a sua famosa frase:
| “ | «Dai, pois, a César o que é de César, e a Deus o que é de Deus.» (Mateus 22:21) | ” |

Os questionadores ficaram "maravilhados" (em grego:  ἐθαύμασαν) e, satisfeitos, foram embora.

## Ressurreição dos mortos

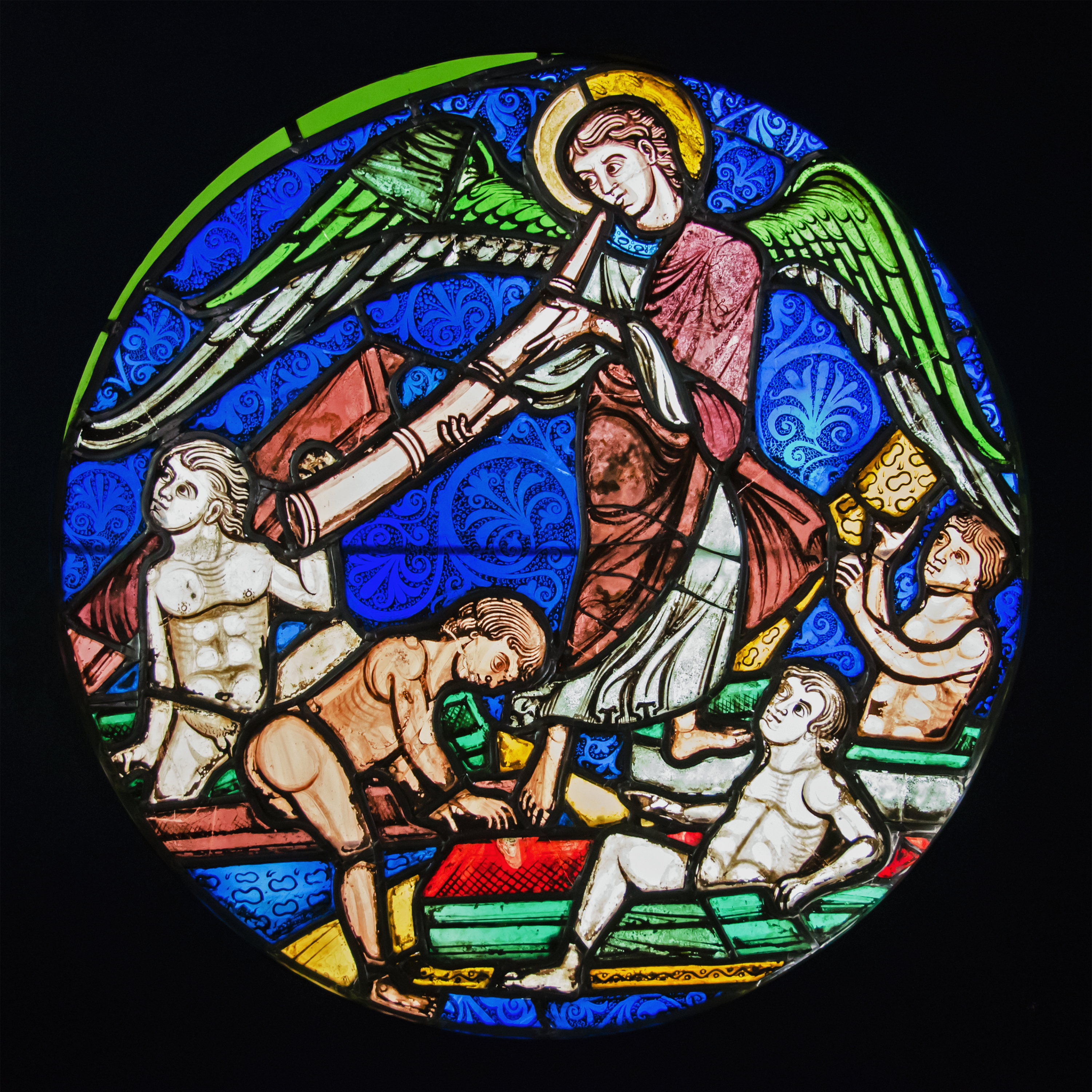
Ressurreição dos mortos, um dos temas de Mateus 22.
c. 1200. Vitral da Sainte-Chapelle de Paris, atualmente no Musée national du Moyen Âge.

Este trecho (Mateus 22:23–33), que tem paralelos em Lucas 20 (Lucas 20:27–40) e Marcos 12 (Marcos 12:18–27), continua a sequência de discussões entre Jesus e seus adversários entre as autoridades religiosas da cidade. Neste caso, os saduceus, que não acreditavam na ressurreição. Eles criaram um cenário no qual uma mulher se casa sucessivamente com sete irmãos depois que cada um deles, do mais velho ao mais novo, vai morrendo em sucessão até que finalmente ela também morre e perguntam com quem ela estaria casada na ressurreição, pois havia se casado com todos. A resposta de Jesus foi:
| “ | «Errais, não sabendo as Escrituras, nem o poder de Deus. Pois na ressurreição nem os homens casam, nem as mulheres são dadas em casamento porém são como os anjos no céu. Quanto à ressurreição dos mortos, não tendes lido o que Deus vos disse: Eu sou o Deus de Abraão, o Deus de Isaque e o Deus de Jacó? Ele não é Deus de mortos, mas de vivos.» (Mateus 22:23–33) | ” |

A referência ao Antigo Testamento ("Escrituras") é para Êxodo 3:6 e Êxodo 3:15.

## Grande Mandamento
Tendo calado os saduceus, Jesus teve que enfrentar em seguida os fariseus (Mateus 22:34–40), que lhe perguntaram qual seria o grande mandamento da Lei. Na sua resposta, Jesus ensina pela primeira vez o chamado "Grande Mandamento":
| “ | «Amarás ao Senhor teu Deus de todo o teu coração, de toda a tua alma e de todo o teu entendimento. Este é o grande e primeiro mandamento.O segundo semelhante a este é: Amarás ao teu próximo como a ti mesmo. Destes dois mandamentos dependem toda a Lei e os profetas.» (Mateus 22:37–40) | ” |

Este trecho, que aparece também em Marcos 12 (Marcos 12:28–34), é uma referência à Shemá Israel («Ouve, ó Israel; Jeová nosso Deus é o único Deus. Amarás, pois, a Jeová teu Deus de todo o teu coração, e de toda a tua alma, e de todas as tuas forças» (Deuteronômio 6:4–5)) e a «amarás o teu próximo como a ti mesmo» (Levítico 19:18).

## Cristo é filho de David?
Como os fariseus estavam reunidos, foi a vez de Jesus fazer-lhes uma pergunta: «Que ideia fazeis do Cristo? de quem é filho?» (Mateus 22:42). Quando eles responderam que era de David, Jesus replicou então:
| “ | «Como é, então, que Davi pelo Espírito lhe chama Senhor, dizendo: Disse o Senhor ao meu Senhor: Senta-te à minha mão direita, Até que eu ponha os teus inimigos debaixo dos teus pés? Portanto se Davi lhe chama Senhor, como é ele seu filho?» (Mateus 22:43–45) | ” |

A resposta é uma referência a Salmos 110:1, um salmo que, assim como todos os demais, é tradicionalmente atribuído a David. Ninguém conseguiu responder-lhe e, segundo Mateus, ninguém mais ousou perguntar-lhe nada daí em diante.